# David Putnam
Pour les articles homonymes, voir Putnam.
David Endicott Putnam (10 décembre 1895 - 12 septembre 1918) est un As de l'aviation américain de la Grande Guerre.

## Biographie
Né le 10 décembre 1895 à Boston (Massachusetts, États-Unis), cet étudiant de l'université de Harvard, descendant d'Israel Putnam, général de la Guerre d'Indépendance américaine, s'engage dans la Légion étrangère française au titre de l'aviation le 12 juin 1917. Il devance ainsi, peu après la déclaration de guerre américaine, l'entrée en guerre effective de son pays.
Breveté pilote le 17 octobre 1917, il rejoint la N 156 en décembre suivant, puis la Spa 38 en juin 1918. De janvier à juin 1918, il enregistre neuf victoires aériennes sous l'uniforme français.
Pilote de chasse confirmé volant sur SPAD S.XIII, le jeune aviateur américain est transféré dans la 139e escadrille de l'US Army Air Service fin juin 1918. Spécialiste des missions d'interception en profondeur derrière les lignes ennemies, il capitalise au total treize victoires homologuées. Seize autres, probables, n'ont pas été confirmées.
Le lieutenant pilote Putnam est abattu en combat aérien par l'as allemand Georg von Hantelmann le 12 septembre 1918 près de Limey (Meurthe-et-Moselle). À cette date, il était l'as des as de l'armée américaine par le nombre de ses victoires.
Le jeune officier était titulaire des décorations françaises de la Médaille militaire et de la Légion d'honneur. Il reçut la Distinguished Service Cross à titre posthume en 1919.
Son corps est inhumé sous le Mémorial de l'Escadrille La Fayette, dans le parc de Marnes-la-Coquette.

## Sources externes
- « Biographie détaillée et liste des victoires du lieutenant Putnam »
- (en) « Biographie et photo du lieutenant Putnam »
- (en) « Citations et palmarès des victoires de Putnam »